# Алифировец, Ольга
Ольга Алифировец (бел. Вольга Аліфіравец; швед. Olga Alifiravets; род. 8 июня 1987, Новополоцк, Витебская область) — белорусская и шведская биатлонистка, участница Кубка IBU, призёр чемпионата Швеции по биатлону и летнему биатлону. В составе сборной Беларуси — призёр юниорского чемпионата мира, обладательница юниорского Кубка IBU.

## Биография

### Юниорская карьера
Начала заниматься биатлоном в Новополоцке с 1995 года, тренеры — Василий Михайлович и Наталья Феликсовна Лещенко, тренер в сборной — Фёдор Свобода.
С сезона 2004/05 принимала участие в гонках юниорского Кубка IBU. На чемпионате мира среди юниоров 2005 года в Контиолахти в категории «до 19 лет» завоевала бронзовые медали в гонке преследования, уступив Дарье Домрачевой и Светлане Слепцовой, а также заняла четвёртое место в спринте, десятое — в индивидуальной гонке и шестое — в эстафете. На следующем чемпионате мира, в 2006 году в Преск-Айле, лучшим результатом стало седьмое место в гонке преследования.
На юниорском чемпионате мира 2007 года в Валь-Мартелло выступала в категории «до 21 года» и не поднялась выше 24-го места в личных видах. В том же году впервые приняла участие в юниорском чемпионате Европы, где была седьмой в индивидуальной гонке, восьмой — в спринте, 14-й — в гонке преследования и шестой — в эстафете.
В сезоне 2007/08 стала победительницей общего зачёта юниорского Кубка IBU. На отдельных этапах одержала две победы (в спринтах в Гейло и Вальромее) и несколько раз поднималась на подиум. На юниорских чемпионате мира в Рупольдинге и чемпионате Европы в Нове-Место выступала не так удачно, не поднимаясь в личных видах выше 10-го места.
По окончании сезона 2007/08 вышла замуж и решила завершить спортивную карьеру. Эмигрировала вместе с мужем в Швецию, родила ребёнка.

### Взрослая карьера
В Швеции поначалу занималась биатлоном на любительском уровне. Через любительские соревнования пробилась на уровень чемпионата Швеции, где была замечена тренерским штабом сборной. Получив подданство Швеции, была включена в состав второй сборной страны. Тренируется под руководством Вольфганга Пихлера.
В декабре 2015 года завоевала бронзовую медаль чемпионата Швеции в индивидуальной гонке. В летнем биатлоне становилась серебряным призёром в спринте и бронзовым — в пасьюте (2015).
С сезона 2015/16 выступала на Кубке IBU, дебютировала в ноябре 2015 года на этапе в Идре, заняла 65-е место в спринте. В том же сезоне на этапе в Нове-Место впервые набрала очки, заняв 38-е место в спринте. На чемпионате Европы 2016 года в Тюмени занимала 24, 25 и 26 места. Также принимала участие в чемпионате Европы 2017 года в Душники-Здруй, лучшим результатом стало 24-е место. В марте 2017 года на этапе Кубка IBU в Контиолахти показала лучший результат во взрослой карьере, заняв третье место в индивидуальной гонке.